# ギンタウタス・パルツカス
ギンタウタス・パルツカス（リトアニア語:  Gintautas Paluckas, 1979年8月19日 - ）は、リトアニアの政治家。同国首相、ヴィリニュス副市長、社会民主党議長、同党第一副議長などを歴任。
2024年、連立政権を組む際に反ユダヤ主義志向の政党であるネムナスの夜明けを含めたことでリトアニア在住のユダヤ人から批判を浴びた。

## 経歴
1979年にパネヴェジースで誕生。父はエンジニアで母は経済学者であった。1997年、パネヴェジース・ユオザス・バルチコニス・ギムナジウムを卒業後、ロンドンで1年程、英語留学をしていた。2003年、パルツカスはヴィリニュス大学数学情報学部の学位を取得。
祖国連合の青年部である青年保守連盟での経験を積み、2003年に社会民主党に入党。欧州議会議員のユスタス・ヴィンツァス・パレツキスの助手を務めた。2007年から2009年までヴィリニュス市職員として在籍し、2013年から2015年までリトアニア社会民主党の事務局で勤務。
2010年12月7日、ヴィリニュス市第1地方裁判所はパルツカスを公職濫用で訴追。パルツカスに禁錮2年（執行猶予1年）を言い渡した。また、ヴィリニュス市に対して5万7000リタス以上の損害賠償の支払いを命じた。
2015年から2019年まで、パルツカスはヴィリニュス副市長に就任。2015年欧州難民危機に対応するため、アラビア語対応の幼稚園を設置するよう提案した。
2017年、アルギルダス・ブトケヴィチュスが社会民主党党首を辞任したことを受けて行われた党首選で、パルツカスは、当時の経済大臣ミンダウガス・シンケヴィチュスを破って社会民主党党首に選出された。党首選では、党の刷新と社会民主主義の実現を強調し、リトアニア農民・緑の連合との連立から離脱することを訴えた。党首就任後、累進課税への取り組み、労働者協同組合の支援、女性およびLGBTの権利の向上、NATOとEUとの連携強化、欧州緊縮財政への反対を掲げる党の綱領を公表した。
パルツカスは党首就任後、党が連立に残るべきか否かを全支部に問い、その結果、パルツカスの主張する連立離脱が支持されたため、同党は連立から離脱。これに反対するゲディミナス・キルキラスらは、社会民主党を離党し、新たにリトアニア社会民主労働党 (LSDDP) を結党し連立に留まった。
2019年4月、パルツカスは党首に再任。同年、パルツカスはヴィリニュスのジルムーナイ選挙区でセイマス（国会）議員補欠選挙に立候補したが、祖国連合のパウレ・クズミツキエネに敗れた。
2021年1月22日、パルツカスはリトアニア社会民主党党首を辞任。2020年のセイマス議員選挙の結果が惨敗に終わり、パルツカスの指導力は思うように、発揮していなかったという党理事会の評価に応じたことであった。パルツカスに代わってヴィリヤ・ブリンケヴィチューテが社会民主党党首に就任した。
2024年10月のセイマス議員選挙で社会民主党は勝利をおさめると、10月30日、ブリンケヴィチューテ党首は記者会見で、高齢などを理由に自身が首相候補にならないことを発表。代わりに党指導部が推薦したパルツカスを首相候補にする方針を固めた。ブリンケヴィチューテが首相への立候補を断念した理由として高齢と欧州議会議員としての職務に専念することであった。
ギタナス・ナウセダ大統領は、ブリンケヴィチューテが首相への就任を見送ったことについて、事前に報告を受けていたことを明らかにした。また、ブリンケヴィチューテの首相就任を妨げるかもしれない事情があることも知っていたとしつつ、その事情を公表することは倫理に反するとして、公表は控えた。
同月31日、イングリダ・シモニーテ首相（当時）は、パルツカスは行政官としての経験に欠けているため、首相に相応しくないと痛烈に批判。公職乱用で起訴されていることも批判の理由として挙げた。
2024年11月21日、セイマスで次期首相に指名された（賛成88、反対34、保留4）。そして同年12月12日、パルツカスは首相に就任した。
2025年7月、パルツカスが過去に行ったビジネス取引に不正疑惑が持ち上がり、汚職防止機関が独自の捜査を開始。また2012年の刑事事件にて課された16,500ユーロの罰金のかなりの部分を一度も支払っていないことも明らかとなり、パルツカスに対する辞任要求運動が巻き起こった。パルツカス自身は不正取引の疑いを否定したものの最終的には首相職の辞任を選び、7月31日にナウセダ大統領が辞任を了承した。また、パルツカスは社会民主党党首も辞するとした。8月4日に首相を正式に退任。

## 疑惑
2018年2月に中央選挙委員会は、当時パランガ市議会に所属していたパルツカスの弟であるダナスが2006年にイタリアで犯罪で有罪判決を受けたが、パルツカスが市議に立候補する際にこの事実を宣言しなかったことに疑問視した。

## 人物
パルツカスの資産は213万ユーロでセイマス議員の中で2番目の富豪である。パルツカスは母語のリトアニア語に加えて、英語やロシア語に堪能で、スペイン語とポルトガル語を少し話せる。